# Dār Ghīās̄
Dār Ghīās̄ (persiska: دار غياث, دار قيِّس, دَرِّه قَناس, دَرِّه قيّاس, دَرِّه قياس, دَر غِياث) är en ort i Iran.   Den ligger i provinsen Kurdistan, i den nordvästra delen av landet, 300 km väster om huvudstaden Teheran. Dār Ghīās̄ ligger 1 742 meter över havet och antalet invånare är 256.
Terrängen runt Dār Ghīās̄ är kuperad åt nordväst, men åt sydost är den platt.Runt Dār Ghīās̄ är det ganska glesbefolkat, med 23 invånare per kvadratkilometer. Dār Ghīās̄ är det största samhället i trakten. Trakten runt Dār Ghīās̄ består i huvudsak av gräsmarker.